# Contraremonstranți
Contraremonstranții au fost gruparea protestantă adversară a remonstranților. Ca răspuns la  tezele lui Jacob Arminius din 1603 contraremonstranții Franciscus Gomarus și Festus Hommius au publicat șapte teze care au susținut în esență teoria predestinării în forma radicală preconizată de Jean Calvin.